# Tartessops colmani
Tartessops colmani är en insektsart som beskrevs av Evans 1981. Tartessops colmani ingår i släktet Tartessops och familjen dvärgstritar. Inga underarter finns listade i Catalogue of Life.